# Hermann Rehm (Rechtswissenschaftler)

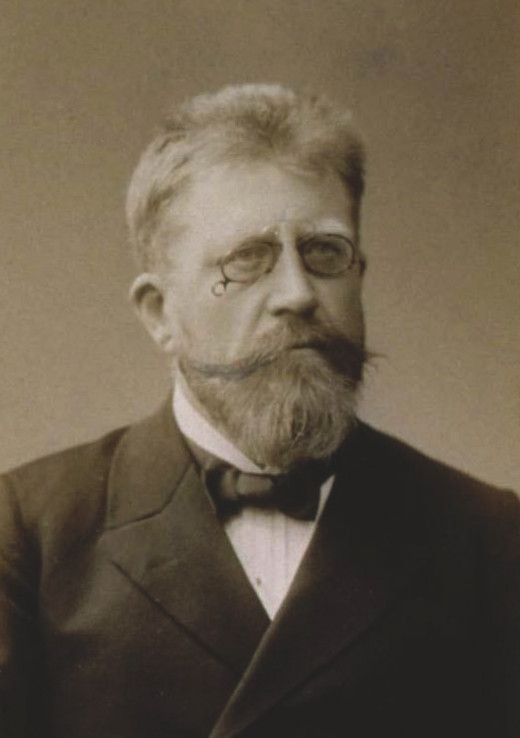
Hermann Rehm, 1903

Hermann Rehm (* 19. April 1862 in Augsburg; † 15. August 1917 in Straßburg) war ein deutscher Rechtswissenschaftler. 

## Leben
Nach dem Besuch des Gymnasiums in Nürnberg studierte er in München von 1880 bis 1884 u. a. bei Max von Seydel Rechtswissenschaften. Seit dem Studium war er Mitglied der Studentenverbindung Akademischer Gesangverein München im SV. Er wurde 1886 zum Dr. iur. promoviert und habilitierte sich 1889 an der Universität München für Öffentliches Recht. 1891 wurde er als Extraordinarius für Staats-, Völker- und Kirchenrecht und deutsche Rechtsgeschichte nach Marburg berufen. 1893 war er einige Monate in Gießen Professor, bevor er von 1893 bis 1903 ordentlicher Professor an der Universität Erlangen war. 1903 folgte er einem Ruf nach Straßburg als Nachfolger von Otto Mayer.
Rehm war daneben Vorsitzender der Mittelpartei in Elsass-Lothringen.

## Schriften (Auswahl)
- Geschichte der Staatsrechtswissenschaft. Freiburg im Breisgau 1896.
- Unitarismus und Föderalismus in der Deutschen Reichsverfassung. Vortrag gehalten in der Gehe-Stiftung zu Dresden am 8. Oktober 1898. Dresden 1898.
- Allgemeine Staatslehre. Leipzig 1907.
- Reichsgesetz über die privaten Versicherungsunternehmungen vom 12. Mai 1901. München 1907.
- Wahlrecht. In: Handbuch der Politik, Berlin und Leipzig 1914
- Wahlverfahren. In: Handbuch der Politik, Berlin und Leipzig 1914